# Juigné-des-Moutiers
Juigné-des-Moutiers (bretonisch: Yaoueneg-ar-Mousterioù; Gallo: Junyaé) ist eine französische Gemeinde mit 327 Einwohnern (Stand: 1. Januar 2022) im Département Loire-Atlantique in der Region Pays de la Loire; sie ist Teil des Arrondissements Châteaubriant-Ancenis und des Kantons Châteaubriant. Die Einwohner werden Juignéens genannt.

## Geografie
Juigné-des-Moutiers liegt etwa 60 Kilometer südöstlich von Rennes und etwa 57 Kilometer nordnordöstlich von Nantes. Umgeben wird Juigné-des-Moutiers von den Nachbargemeinden Soudan im Norden und Nordwesten, Carbay im Süden, Armaillé im Osten und Nordosten, Ombrée d’Anjou im Osten, La Chapelle-Glain und Saint-Julien-de-Vouvantes im Süden sowie Erbray im Westen.

## Bevölkerungsentwicklung
| Jahr                       | 1962 | 1968 | 1975 | 1982 | 1990 | 1999 | 2006 | 2017 |
| Einwohner                  | 513  | 435  | 389  | 366  | 335  | 322  | 325  | 345  |
| Quellen: Cassini und INSEE |      |      |      |      |      |      |      |      |

## Sehenswürdigkeiten
- Kirche Saint-Pierre von 1878
- Grammontenserpriorei La Primaudière

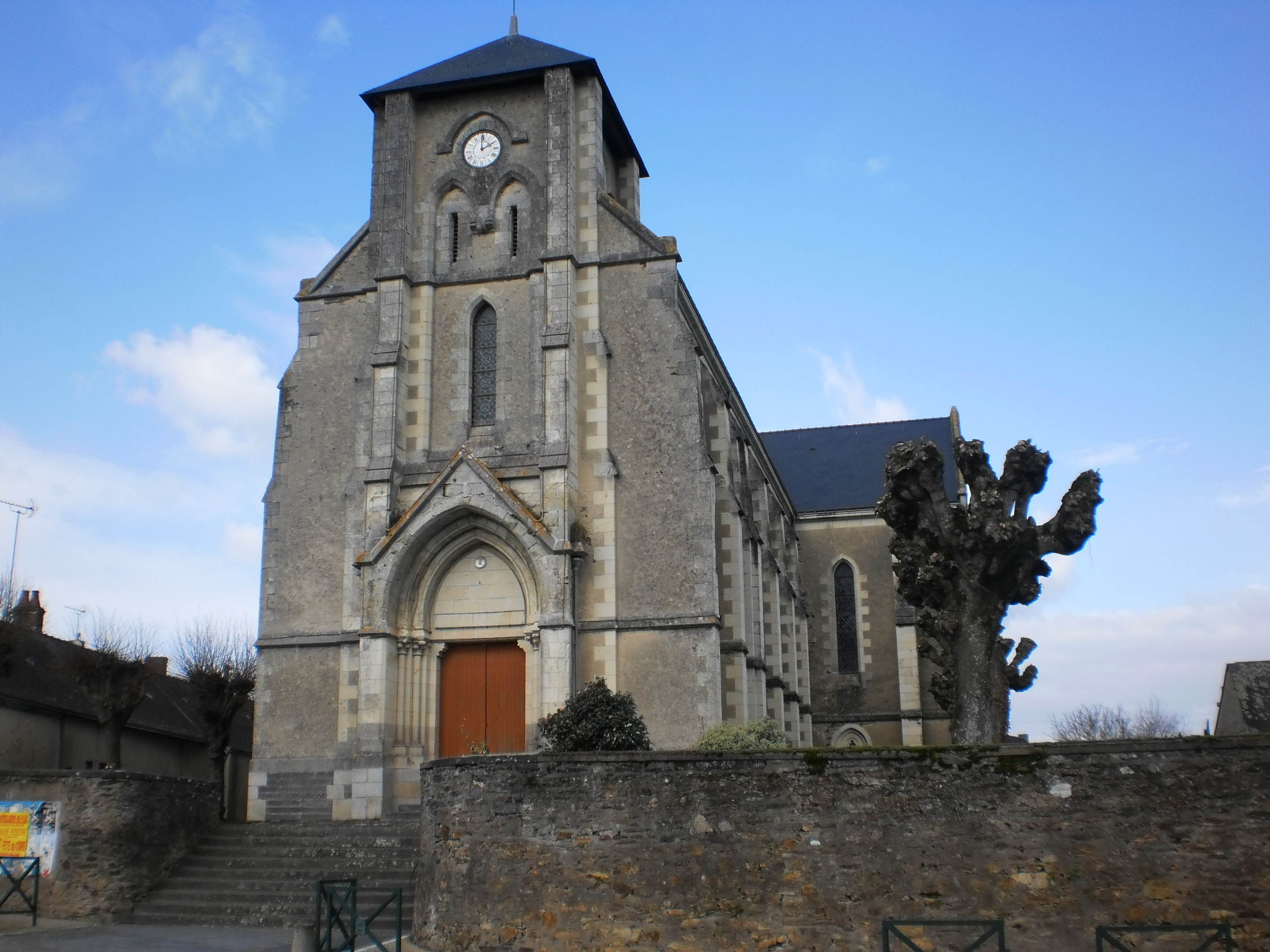
Kirche Saint-Pierre
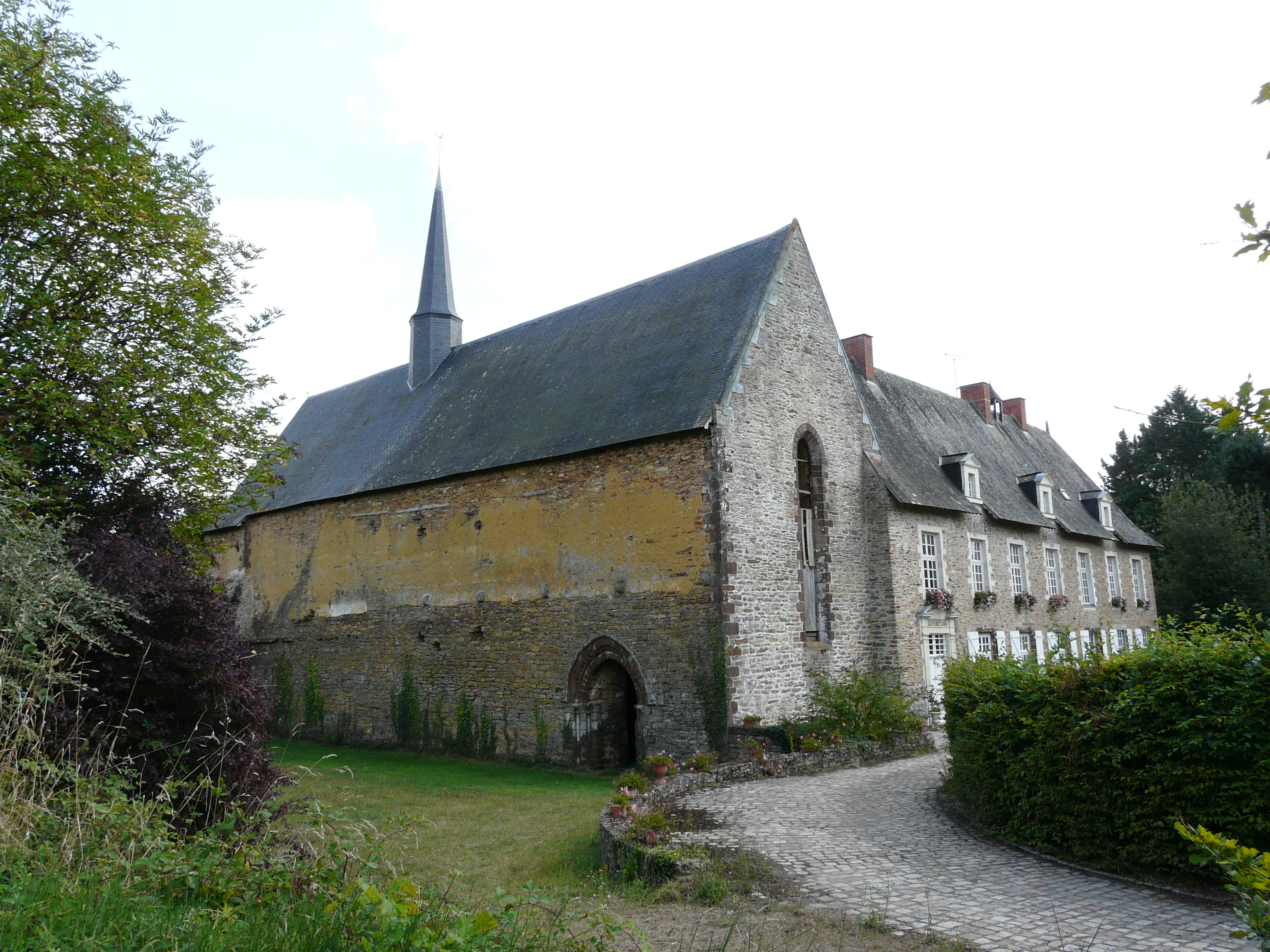
Grammontenserpriorei in La Primaudière